# Finlande aux Jeux olympiques de 1912
La Finlande a participé aux Jeux olympiques de 1912 à Stockholm y remportant 26 médailles (9 en or, 8 en argent et 9 en bronze), se situant à la 4e place des nations au tableau des médailles.
À cette époque, le grand-duché de Finlande faisait partie de la Russie impériale, mais les résultats des Finlandais ont été séparés de ceux des Russes même si les athlètes finlandais participaient sous la bannière russe.

## Liste des médaillés finlandais

### Médailles d'or

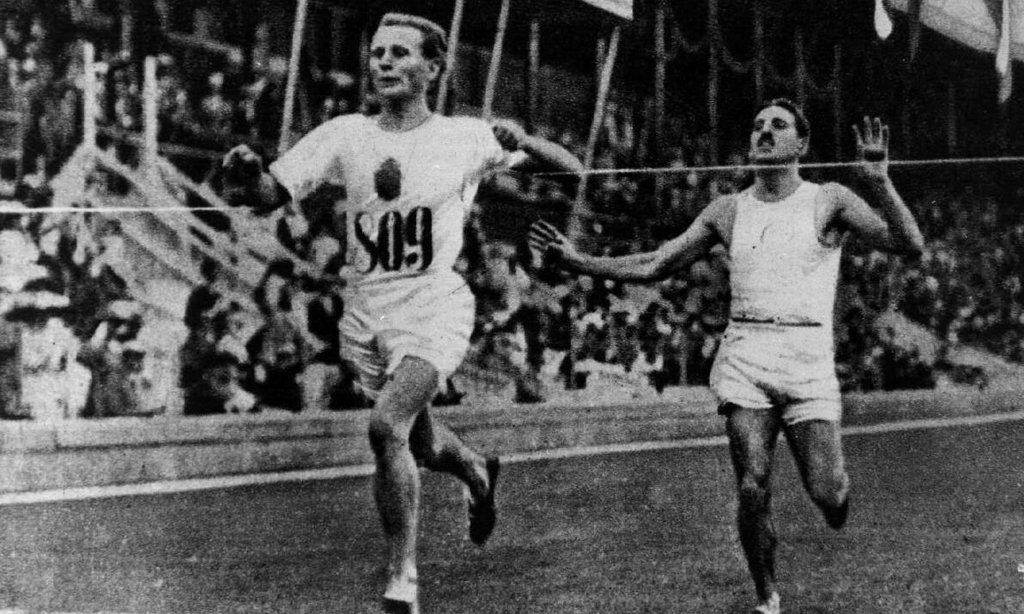
Hannes Kolehmainen devance Jean Bouin sur le 5 000m

| Sport              | Discipline                         | Sportifs           | Performance   |
| Médailles d'or : 9 |                                    |                    |               |
| Athlétisme         | 5 000 m                            | Hannes Kolehmainen | 14 min 36 s 6 |
| Athlétisme         | 10 000 m                           | Hannes Kolehmainen | 31 min 20 s 8 |
| Athlétisme         | Cross-country individuel           | Hannes Kolehmainen | 45 min 11 s 6 |
| Athlétisme         | Lancer du disque                   | Armas Taipale      | 45,21 m       |
| Athlétisme         | Lancer du disque à deux mains      | Armas Taipale      | 82,86 m       |
| Athlétisme         | Lancer du javelot à deux mains     | Juho Saaristo      | 109,42 m      |
| Lutte              | Lutte gréco-romaine - Poids plume  | Kaarlo Koskelo     |               |
| Lutte              | Lutte gréco-romaine - Poids légers | Emil Väre          |               |
| Lutte              | Lutte gréco-romaine - Poids lourds | Yrjö Saarela       |               |

### Médailles d'argent
| Sport                  | Discipline                            | Sportifs | Performance |
| Médailles d'argent : 8 |                                       | |             |
| Athlétisme             | Cross-country par équipes             | Hannes Kolehmainen Jalmari Eskola Albin Stenroos | 11 pts      |
| Athlétisme             | Lancer du disque à deux mains         | Elmer Niklander | 77,96 m     |
| Athlétisme             | Lancer du javelot                     | Juho Saaristo | 58,66 m     |
| Athlétisme             | Lancer du javelot à deux mains        | Väinö Siikaniemi | 101,13 m    |
| Gymnastique            | Concours libre par équipes            | Kaarlo Ekholm Eino Forsström Eero Hyvärinen Mikko Hyvärinen Tauno Ilmoniemi Ilmari Keinänen Jalmari Kivenheimo Karl Lund Aarne Pelkonen Ilmari Pernaja Arvid Rydman Eino Saastamoinen Aarne Salovaara Heikki Sammallahti Hannes Sirola Klaus Suomela Lauri Tanner Väinö Tiiri Kaarlo Vähämäki Kaarlo Vasama | 109,25 pts  |
| Lutte                  | Lutte gréco-romaine - Poids mi-lourds | Ivar Böhling |             |
| Lutte                  | Lutte gréco-romaine - Poids lourds    | Johan Olin |             |
| Voile                  | Classe 10 m                           | Nina Waldemar Björkstén Jacob Björnström Bror Brenner Allan Franck Emil Lindh Adolf Pekkalainen Harry Wahl |             |

### Médailles de bronze
| Sport                   | Discipline                                          | Sportifs                                                                                                 | Performance   |
| Médailles de bronze : 9 |                                                     | |               |
| Athlétisme              | 10 000 m                                            | Albin Stenroos                                                                                           | 32 min 21 s 8 |
| Athlétisme              | Lancer du poids à deux mains                        | Elmer Niklander                                                                                          | 27,14 m       |
| Athlétisme              | Lancer du javelot à deux mains                      | Urho Peltonen                                                                                            | 100,24 m      |
| Lutte                   | Lutte gréco-romaine - Poids plumes                  | Otto Lasanen                                                                                             |               |
| Lutte                   | Lutte gréco-romaine - Poids moyens                  | Alfred Asikainen                                                                                         |               |
| Tir                     | Tir au cerf courant coup simple à 100 m             | Nestori Toivonen                                                                                         | 41            |
| Tir                     | Tir au cerf courant coup simple à 100 m par équipes | Axel Londen Ernst Rosenqvist Nestori Toivonen Iivar Väänänen                                             | 123           |
| Voile                   | Classe 8 m                                          | Lucky Girl Arthur Ahnger Erik Lindh Bertil Tallberg Gunnar Tallberg Georg Westling                       |               |
| Voile                   | Classe 12 m                                         | Heatherbell Max Alfthan Erik Hartvall Jarl Hulldén Sigurd Juslén Ernst Krogius Eino Sandelin Johan Silén |               |